# Эпидендровые
Эпидендровые (лат. Epidendroideae) — подсемейство семейства Орхидные. Многолетние эпифитные, реже наземные, очень редко лиановидные сапрофитные травы. Распространены в тропических, субтропических и умеренных областях всех материков, в том числе в бореальных районах Северного полушария. Типовой род — Epidendrum L.

## История описания
После Карла Линнея, А. Жюсье (Jussieu, 1789), Дж. Линдли (Lindley, 1826), Г. Райхенбаха (Reichenbach f., 1874), Дж. Бентама (Bentham, 1881), Э. Пфитцера (Pfitzer, 1889) и Р. Шлехтера (Schlechter, 1927) попытка создания новой системы семейства Orchidaceae была предпринята в 1960 г. Л. Гараи (Garay, 1960). Автор данной системы считает, что все системы Orchidaceae, предложенные в прошлом, были основаны на прогрессивной дифференциации орхидных в линейной последовательности, которая предполагает монофилетичность их происхождения. Л. Гараи высказывает предположение о том, что семейство Orchidaceae имеет полифилетическое происхождение и признает существование в пределах семейства пяти подсемейств — Apostasioideae, Neottioideae, Cypripedioideae, Ophrydoideae, Kserosphaeroideae, находящихся на одинаковом удалении от исходщой (анцестральной) группы. Позднее название подсемейства Kerosphaeroideae было Л. Гараи (Garay, 1972) изменено на Epidendroideae, а также признана целесообразность выделения в пределах семейства групп дву- и однотычиночных орхидей — Diandrae и Monandrae. Выделение подсемейств было осуществлено Л. Гараи на основании изучения эволюции колонки и ряда других признаков (морфологического типа, экологической приуроченности). По мнению Л. Гараи (Garay, 1972), основное различие между его системой и системами предшественников состоит в признании им определенных эволюционных линий, представленных естественными систематическими единицами, тогда как в системах других авторов филогенетические линии нередко были разъединены в случайные условные категории.
Некоторые современные авторы предпочитают делить семейство на три более четко очерченные подсемейства (иногда их даже возводят в ранг семейств) — апостасиевые, циприпедиевые (дву-тычинковые) и собственно орхидные (однотычинковые) с подразделением последнего подсемейства (семейства) на более мелкие таксономические единицы. Сторонником такой точки зрения является П. Вермёлен (Vermeulen, 1965, 1966). В пределах порядка Orchidales этот автор выделяет семейства Apostasiaceae, Cypripediaceae и Orchidaceae. Последнее включает подсемейства Orchidoideae и Epidendroideae. Подсемейство Epidendroideae, в свою очередь, объединяет, согласно системе П. Вермёлена, две группы триб — Neottianthae и Epidendranthae.
Новейшую систему семейства Orchidaceae разработал американский ученый Р. Дресслер (Dressier, 1981). Он разделяет орхидные на шесть подсемейств: Apostasioideae, Cypripedioideae, Orchidoideae, Spiranthoideae, Epidendroideae и Vandoideae.
Основным признаком, определяющим принадлежность трибы к тому или иному подсемейству в системе Р. Дресслера, как и в работах многих его предшественников, является строение колонки и характер расположения пыльника и рыльца. Наибольшее количество триб включает подсемейство Epidendroideae. Поскольку система Р. Дресслера разработана до подтриб, что значительно облегчает определение места тех или иных родов в семействе орхидных, она наиболее удобна для пользования. По определению самого автора, главной особенностью, отличающей его систему от других систем, является вычленение орхидей с поллиниями более или менее мягкой консистенции в отдельный таксон.

## Биологическое описание
Стебель симподиально нарастающий, травянистый, прямостоящий, поникающий, редко лиановидный, нарастающий моноподиально. Обычно несколько или 1 междоузлие более или менее сильно утолщается, образуя подземный сочный клубень или надземный запасающий орган, так называемую псевдобульбу, или туберидий; нередко стебель видоизменяется до ползущего корневища, на котором образуются овальные или сферические псевдобульбы состоящие из 1 междоузлия и несущие 1-2 апикально расположенных листа.
Корни многочисленные, расположенные в узлах побега, воздушные корни часто покрыты веламеном.
Листья конволютные или дупликатные, чаще кондупликатные, реже пликатные. Большей частью двурядно черепитчато расположенные, изредка мясистые суккулентные, цилиндрические или чечевицеобразные, очень редко листья отсутствуют (ассимилирующую функцию выполняет зеленый стебель).
Соцветие верхушечное или боковое. Чаще малоцветковая, прямостоячая или поникающая, рыхлая кисть, но нередко кисть густая, многоцветковая или редуцирована до 1-2 цветков.
Цветки разнообразной окраски, от мелких до крупных, спирально расположенные, резко зигоморфные, большей частью ресупинатные. Листочки околоцветника свободные или различным образом срастаются между собой; боковые листочки наружного круга, срастаясь под губой своими краями, нередко образуют подобие широкого шпорца, так называемый ментум.
Губа разнообразной формы, обычно несет на своей поверхности различные выросты.
Пыльник прямостоячий только на начальной стадии своего развития, позднее он сгибается над колонкой, образуя на её верхушке подобие легко снимающейся крышечки или колпачка, так называемый оперкулум. 
Поллинии обычно плотные, восковидные, в числе 2, 4, 6 или 8, пластинчатые или булавовидные. 
Клювик обычно небольшой, в виде простой пластинки отделяющей пыльник от рыльца. 
Колонка укороченная или вытянутая, иногда по бокам крылатая или с крупными апикальными выростами, так называемыми стелидиями. 
Рыльце большей частью в виде вогнутой ямки, цельное, реже лопастное. 
Завязь 1-гнездная, очень редко 3-гнездная.
Плод — сухая коробочка, очень редко плод сочный ягодообразный. 
Семена мелкие, очень многочисленные, веретеновидные.
Хромосомы преимущественно мелкие, реже крупные, в числе 16-20, 24-32, 36-44, 48, 50, 54-58, 64, 68, 72, 108, 144, 150.

## Происхождение и эволюция
Бурное эволюционное развитие Epidendroideae началось в раннем кайнозое, примерно 55-60 миллионов лет назад, или ранее.

## Систематика
Взгляды систематиков на структуру подсемейства не устоялись.
По системе американского ботаника Роберта Дресслера подсемейство Эпидендровые подразделяется на 12 триб, включающих около 90-100 родов и более 10000 видов:
- Arethuseae
- Calypsoeae
- Cryptarrheneae
- Coelogyneae
- Epidendreae
- Epipogieae
- Gastrodieae
- Malaxideae
- Neottieae
- Podochilaeae
- Tropidieae
- Xerorchideae

По системе предложенной в 2005 году, подсемейство включает 16 триб.
- Arethuseae
- Calypsoeae
- Collabieae
- Cymbidieae
- Dendrobieae
- Epidendreae
- Gastrodieae
- Malaxideae
- Neottieae
- Nervilieae
- Podochileae — в том числе Eria bhutanica
- Sobralieae
- Triphoreae
- Tropidieae (включает 2 рода: Corymborkis, Tropidia)
- Vandeae
- Xerorchideae (включает 1 род: Xerorchis)

Согласно одной из последних публикаций подсемейство 2006 года подсемейство Эпидендровые подразделяется на 12 триб иного состава:
| Название трибы | Некоторые роды                                               |
| -------------- | ------------------------------------------------------------ |
| Arethuseae     | Coelogyne, Calopogon …                                       |
| Collabieae     |                                                              |
| Calypsoeae     | Calypso                                                      |
| Epidendreae    | Leptotes, Laelia, Isabelia, Epidendrum, Encyclia, Cattleya … |
| Gastrodieae    |                                                              |
| Neottieae      | Listera                                                      |
| Malaxideae     |                                                              |
| Podochileae    |                                                              |
| Triphoreae     |                                                              |
| Tropidieae     |                                                              |
| Sobralieae     |                                                              |
| Xerorchideae   | Единственный род Xerorchis                                   |

По данным Germplasm Resources Information Network (GRIN) подсемейство состоит из семи триб, объединяющих более 600 родов.
В связи с появлением новых методов филогенетических исследований структура подсемейства постоянно пересматривается.